# Montmerle-sur-Saône
Montmerle-sur-Saône è un comune francese di 3 880 abitanti situato nel dipartimento dell'Ain della regione dell'Alvernia-Rodano-Alpi.
Montmerle era un luogo abitato a lungo come risulta dal gran numero di oggetti risalenti al neolitico, all'età del bronzo e della civiltà gallo-romana trovati nel territorio.
La città viene citata per la prima volta nell'XI secolo. È quindi possesso della famiglia degli Enchaînées e quindi dei Sires de Beaujeu, che ne fanno regalo nel XV secolo, a Luigi II, duca di Borobone.
Le fiere di Montmerle erano molto considerate nel Medioevo, duravano un mese intero e consistevano di festa e di transazioni commerciali.

## Società

### Evoluzione demografica
Abitanti censiti